# Psammocinia halmiformis
Psammocinia halmiformis är en svampdjursart som först beskrevs av Lendenfeld 1888.  Psammocinia halmiformis ingår i släktet Psammocinia och familjen Irciniidae. Inga underarter finns listade i Catalogue of Life.